# Dadi (tytuł)
Dadi (dewanagari दादी) – w języku hindi „babcia” (matka ojca); stosowane również jako tytuł kobiety pełniącej funkcję przewodnika duchowego.

## Przykłady zastosowań
- Dadi Janki;
- Dadi Prakashmani;
- Dadi Hirdaja Mohini